# كويكات

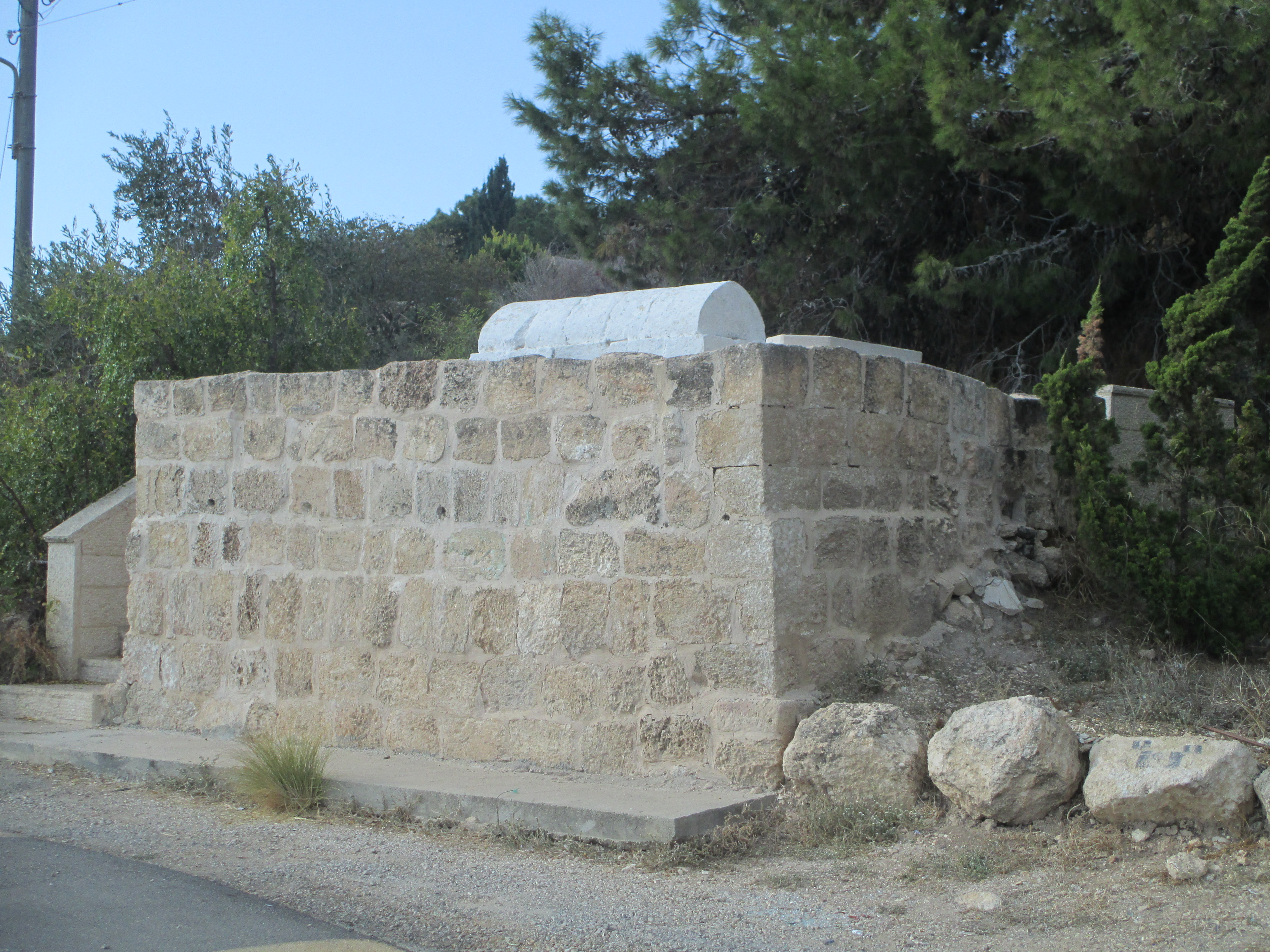
ضريح الشيخ أبو محمد

كويكات تقع على بعد 9 كم شمال شرق عكا على الطريق الموصل بين مفرق العياضية (شارع عكا صفد) جنوباً وقرية الكابري المهجره شمالاً، أقرب القرى لقرية الكويكات هي قرية أبو سنان، التي أصبحت مكان سكن قسري لقسم كبير من أهالي كويكات المهجرة.

## التاريخ
كويكات قرية ساحلية تنتشر على تل قليل الارتفاع في الجزء الشرقي من سهل عكا وهي إحدى قرى قضاء عكا في لواء الجليل الأعلى ترتفع خمسين مترًا عن سطح البحر تعتبر القرية موقعًا أثريًا يحتوى على نحت في الصخور ومغارات كثيرة بها مقابر وتوابيت وأواني فخارية وبئر قديمة وأنقاض معاصر زيتون يدوية وطاولة وكراسي حجرية يستنتج منها أنها كانت آهلة بالسكان في العصر الكنعاني على الأرجح، وهي واحدة من الأماكن التي لها ذكر في المراجع ضمن أسماء قرى ومدن فلسطين في أواخر الحكم العثماني ذكرها الإفرنج بعد احتلالهم لفلسطين عام 1936 مرة باسم كوكيت ومرة باسم كاكيت كما وردت في الحولية السنوية لولاية بيروت عام 1335 هجرية 1916 باسم القويقات يحدها من الشرق قرية عمقا ومن الغرب قرية المزرعة ومن الشمال الشيخ دنون ومن الجنوب كفر ياسيف وأبو سنان.

## القرية اليوم
لم يبق من القرية اليوم شيء يذكر سوى المقبرة المهجورة التي تغطيها الحشائش البرية وركام المنازل وثمة نقشان بارزان على قبرين يذكر الأول اسم حمد عيسى الحاج والثاني اسم الشيخ صالح اسكندر الذي توفي عام 1940 ولا يزال مقام الشيخ محمد القريشي قائمًا غير أن قاعدته الصخرية مكسورة ومتداعية وقد غرست غابة من أشجار الصنوبر والكينا في الموقع وقد تم إنشاء كيبوتس هبونيم على أراضي القرية وفي وقت لاحق أعيدت تسميته فأصبح يعرف باسم بيت هعيمك وكان سكان هذا الكيبوتس من اليهود الذين أتوا من إنجلترا وهنغاريا وهولندا.

## السكان
كان عدد السكان 1100 عام 1948، العائلات التي سكنت القرية حتى سنة 1948 حسب ما وردت في الكتاب (حسب الترتيب الأبجدي مع الاعتذار سلفا للعائلات التي اغفلها المؤلف : ابريق، اسكندر، أبو قاسم، إيراني، البيتم، برقجي، الجشي، النيص، الشيخ، حانوتي، حسن، الخطيب، درويش، ذياب، صنوبر، عطعوط، عوض، عبد اللطيف، الغضبان، قاسم نصره، المصالحة، نصار، النابلسي، السعيد، شحاده، الصالح، سنونو، الهابط، الراغب، عبد الرازق، يحيى.

## الكويكات في الأدب الشعبيّ
عرف الأدب الشعبي الفلسطيني شخصية لمرأة عرفت باسم جفرا وقيلت بها الكثير من المواويل والأغاني، يقال أن الاسم جفرا هو اسم مستعار لفتاة فلسطينية من قرية الكويكات واسمها الأصلي رفيقة نايفة حمادة التي رفضت الزواج من ابن عمتها أحمد عزيز علي حسن، فأصبح يكنّيها بقصائده باسم "جفرا أي الظبي الصغير، ويقال أنهما تزوجا فعلا ولكنهم انفصلا فيما بعد فكتب عنها هذه القصائد. توفي أحمد 1987 أما رفيقة فتوفت عام 2007.